# Saison 1 de The Lying Game
Chronologie
Saison 2 de The Lying Game
Cet article présente le guide des épisodes de la première saison de la série télévisée américaine The Lying Game

## Généralités
La saison composée de 20 épisodes a été diffusé sur la chaîne américaine ABC Family en deux parties, soit du 15 août 2011 au 17 octobre 2011, puis du 2 janvier 2012 au 5 mars 2012
La série est inédite dans les pays francophones.

## Synopsis
L'histoire raconte une adolescente de 17 ans, Emma Becker, qui a passé sa vie dans des foyers d'accueil à Las Vegas, découvre qu'elle a une sœur jumelle identique Sutton Mercer et qu'elles ont été séparées à la naissance. Sutton Mercer, contrairement à Emma, a grandi dans une famille riche et aimante à Phoenix. Recherchée par la police, Emma quitte le Nevada et décide de rejoindre sa sœur en Arizona. Dès lors, Sutton décide d'aller à Los Angeles pour quelques jours afin de rechercher leur mère biologique et demande à Emma de se faire passer pour elle auprès de sa famille et ses amis. Mais quand Sutton ne revient pas de Los Angeles, Emma doit alors comprendre ce qui lui est arrivé et découvrir qui est leur mère biologique.

## Distribution

### Acteurs principaux
- Alexandra Chando : Emma Becker / Sutton Mercer
- Blair Redford : Ethan Whitehorse
- Allie Gonino : Laurel Mercer
- Alice Greczyn : Madeline "Mads" Margaux Rybak
- Andy Buckley : Ted Mercer
- Helen Slater : Kristin Mercer

### Acteurs récurrents
- Christian Alexander : Thayer Rybak
- Adrian Pasdar : Alec Rybak
- Charisma Carpenter : Rebecca "Annie" Sewell
- Kirsten Prout : Charlotte "Char" Chamberlin
- Sharon Pierre-Louis (en) : Nisha Randall
- Randy Wayne (en) : Justin Miller
- Tyler Christopher : Dan Whitehorse
- Ben Elliott : Derek Rogers
- Rick Malambri : Eduardo Diaz

### Invités
- Stacy Edwards : Annie Hobbs
- Misha Crosby (en) : Ryan Harwell
- Adam Brooks : Baz
- Gil Birmingham : Ben Whitehorse
- Sydney Barrosse : Phyllis Chamberlin
- Kenneth Miller : Travis Boyle
- Debrianna Mansini : Clarice Boyle
- Madison Burge : Lexi Samuels
- Jennifer Griffin : Dr. Hughes
- Yara Martinez : Theresa Lopez

## Épisodes

### Épisode 1: Titre français inconnu (Pilot)
- États-Unis : 15 août 2011 sur ABC Family

- États-Unis : 1,386 million de téléspectateurs[1]

### Épisode 2: Titre français inconnu (Being Sutton)
- États-Unis : 22 août 2011 sur ABC Family

- États-Unis : 1,47 million de téléspectateurs[2]

### Épisode 3: Titre français inconnu (Double Dibs)
- États-Unis : 29 août 2011 sur ABC Family

- États-Unis : 1,31 million de téléspectateurs[3]

- Randy Wayne (Justin Miller)

### Épisode 4: Titre français inconnu (Twinsense and Sensibility)
- États-Unis : 5 septembre 2011 sur ABC Family

- États-Unis : 1,458 million de téléspectateurs[4]

- Randy Wayne (Justin Miller)
- Rick Malambri (Eduardo Diaz)
- Sharon Pierre-Louis (Nisha Randall)

### Épisode 5: Titre français inconnu (Over Exposed)
- États-Unis : 12 septembre 2011 sur ABC Family

- États-Unis : 1,302 million de téléspectateurs[5]

- Randy Wayne (Justin Miller)
- Rick Malambri (Eduardo Diaz)
- Sharon Pierre-Louis (Nisha Randall)
- Stacy Edwards (Annie Hobbs)

### Épisode 6: Titre français inconnu (Bad Boys Break Hearts)
- États-Unis : 19 septembre 2011 sur ABC Family

- États-Unis : 1,193 million de téléspectateurs[6]

- Randy Wayne (Justin Miller)
- Rick Malambri (Eduardo Diaz)
- Stacy Edwards (Annie Hobbs)
- Ben Elliott (Derek Rogers)

### Épisode 7: Titre français inconnu (Escape From Sutton Island)
- États-Unis : 26 septembre 2011 sur ABC Family

- États-Unis : 1,064 million de téléspectateurs[7]

- Randy Wayne (Justin Miller)
- Rick Malambri (Eduardo Diaz)
- Stacy Edwards (Annie Hobbs)
- Ben Elliott (Derek Rogers)
- Kenneth Miller (Travis Boyle)

### Épisode 8: Titre français inconnu (Never Have I Ever)
- États-Unis : 3 octobre 2011 sur ABC Family

- États-Unis : 1,228 million de téléspectateurs[8]

- Randy Wayne (Justin Miller)
- Stacy Edwards (Annie Hobbs)
- Ben Elliott (Derek Rogers)
- Madison Burge (Lexi Samuels)
- Kenneth Miller (Travis Boyle)

### Épisode 9: Titre français inconnu (Sex, Lies and Hard Knocks High)
- États-Unis : 10 octobre 2011 sur ABC Family

- États-Unis : 1,101 million de téléspectateurs[9]

- Randy Wayne (Justin Miller)
- Ben Elliott (Derek Rogers)
- Madison Burge (Lexi Samuels)
- Debrianna Mansini (Clarice Boyle)

### Épisode 10: Titre français inconnu (East of Emma)
- États-Unis : 17 octobre 2011 sur ABC Family

- États-Unis : 1,278 million de téléspectateurs[10]

- Randy Wayne (Justin Miller)
- Ben Elliott (Derek Rogers)
- Madison Burge (Lexi Samuels)

### Épisode 11: Titre français inconnu (O Twin, Where Art Thou?)
- États-Unis : 2 janvier 2012 sur ABC Family[11]

- États-Unis : 1,761 million de téléspectateurs[12]

- Randy Wayne (Justin Miller)
- Charisma Carpenter (Rebecca "Annie" Sewell)
- Sydney Barrosse (Phyllis Chamberlin)

### Épisode 12: Titre français inconnu (When We Dead Awaken)
- États-Unis : 9 janvier 2012 sur ABC Family

- États-Unis : 1,508 million de téléspectateurs[13]

### Épisode 13: Titre français inconnu (Pleased to Meet Me)
- États-Unis : 16 janvier 2012 sur ABC Family

- États-Unis : 1,704 million de téléspectateurs[14]

### Épisode 14: Titre français inconnu (Black and White and Green All Over)
- États-Unis : 23 janvier 2012 sur ABC Family

- États-Unis : 1,656 million de téléspectateurs[15]

### Épisode 15: Titre français inconnu (Dead Man Talking)
- États-Unis : 30 janvier 2012 sur ABC Family

- États-Unis : 1,682 million de téléspectateurs[16]

### Épisode 16: Titre français inconnu (Reservation for Two)
- États-Unis : 6 février 2012 sur ABC Family

- États-Unis : 1,413 million de téléspectateurs[17]

### Épisode 17: Titre français inconnu (No Country for Young Love)
- États-Unis : 13 février 2012 sur ABC Family

- États-Unis : 1,248 million de téléspectateurs[18]

- Gil Birmingham (Ben Whitehorse)
- Nellie Gonzalez (Angie)
- Kevin Major (Cafetier)
- Grady McCardell (Agent du FBI)
- Glen Powell Jr. (Gavin Turner)
- Daniel Ross (Jesse Brogan)
- Britt West (Ray Morgan)

Emma a révélé à Mads qui elle est vraiment pour lui faire comprendre qu'elle n'y est pour rien pour Ryan.
Le père d'Ethan lui laisse une semaine pour se retourner et partir avec Sutton. Cette dernière continue son travail de séduction pour regagner le cœur d'Ethan.
Laurel n'arrive toujours pas à faire confiance à Justin ; Emma lui suggère que peut-être il est temps d'écouter son instinct et mettre un terme à leur relation.

### Épisode 18: Titre français inconnu (Not Guilty as Charged)
- États-Unis : 20 février 2012 sur ABC Family

- États-Unis : 1,316 million de téléspectateurs[19]

### Épisode 19: Titre français inconnu (Weekend of Living Dangerously)
- États-Unis : 27 février 2012 sur ABC Family

- États-Unis : 1,203 million de téléspectateurs[20]

Mads force Emma à aller voir Ethan mais lorsqu’elles arrivent toutes les deux à la caravane, Dan leur dit de partir. De retour à l’école, Ryan demande à Mads pourquoi elle l’ignore, mais elle ne peut pas lui dire la vérité. Plus tard, Mads ira le revoir pour s’excuser de garder des secrets pour elle et ils se réconcilient. Pendant ce temps, Ted rentre à la maison plus tôt du travail, il se trouve nez-à-nez avec Kristin en train de lire ses dossiers du travail concernant la mère de Justin. La situation s’envenime et ils ont une violente dispute.
Sutton appelle Emma pour qu’elle vienne la rejoindre à la cabane et lui donne une enveloppe avec de l’argent. Quand Emma lui demande pourquoi elle lui donne ceci, Sutton lui répond qu’elle est à court d’excuses et qu’elle veut seulement retrouver sa vie d’avant. Ensuite, Sutton raconte à Emma ce qu’elle a fait au ranch avec Ethan en épargnant aucun détail. Emma la gifle et lui dit qu’elle s’apprête à révéler la vérité à Ted et Kristin.
Emma se dépêche d’aller au club mais décide finalement de ne rien avoir à quiconque lorsqu’elle aperçoit Kristin en larmes. Kristin pense que Ted à une aventure avec Rebecca. Sutton apparaît et écoute la conversation, mai seulement Emma la voit. Une fois à l’extérieur du club, les jumelles discutent sur ce qu’elles viennent d’apprendre et essayent de savoir ce qu’elle pourraient faire. Emma demande finalement des explications à Ethan, et ils découvrent que Sutton leur a menti. Mais lorsque Emma lui demande s’il ne lui cache rien d’autre, Ethan ment et ne parle pas du baiser qu’il a eu avec Sutton au ranch.
Thayer, Sutton, Emma et Ethan se retrouvent à la cabane et établissent un plan pour découvrir plus d’informations sur Rebecca. Ils creusent sur son passé et appellent certains de ses ex-maris. Une femme de ménage répond et leurs apprend que Rebecca a déménagé à Phoenix parce que « l’homme de sa vie » vit là-bas et qu’elle garde une photo de lui sur son médaillon qu’elle porte. Kristin change d’avis sur le voyage de Laurel avec son groupe, alors Emma et Ethan décide de l’accompagner jusqu’à Coachella. Malheureusement, leur voiture tombe en panne, et ils passent la nuit dans un hôtel. Laurel et Emma discutent de garçons dans leur chambre et Emma lui avoue la raison pour laquelle elle n’est pas restée dans la chambre d’Ethan : Elle est encore vierge. Laurel et le groupe ont un concert dans une maison de retraite et Laurel et Baz s’embrassent pour la première fois.

### Épisode 20: Titre français inconnu (Unholy Matrimony)
- États-Unis : 5 mars 2012 sur ABC Family

- États-Unis : 1,241 million de téléspectateurs[21]

Rebecca et Alec sont pressés de préparer leur mariage. Mads accepte d’être la demoiselle d’honneur de Rebecca, mais Thayer est hésitant à l’idée d’être le témoin de Alec en raison de ce mariage soudain. Sutton montre la photo de Ted dans le médaillon de Rebecca à Emma et lui dit qu’elle devrait la montrer à Kristin.
Lorsque Kristin vient vers Alec et Rebecca au club, ils lui disent qu’ils vont se mariés. Rebecca fait comprendre plus ou moins à Kristin que quelque chose s’est passé entre Ted et elle. Kristin quitte le club bouleversée et tombe sur Emma, qui lui montre le médaillon de Rebecca avec la photo de Ted dedans. Cela confirme la plus grande peur de Kristin : il y a quelques années Rebecca et Ted ont eu une aventure.
Sutton et Thayer retrouvent Dan et sa petite amie Theresa pour essayer de trouver un moyen de savoir enfin la vérité. Ethan soumet l’idée d’entrer par effraction dans la maison de Rebecca pendant le repas de fiançailles pour peut-être découvrir des preuves, selon lesquelles, son alibi pour Alec la nuit du meurtre de Derek est faux. Ethan et Sutton scrutent attentivement ses dossiers et trouvent la photo de Alec tenant un démonte-pneus.
Durant le repas de fiançailles, Ted donne un discours sur l’amour qui fait fuir Kristin de la cérémonie. Quand il tente de la rattraper, Kristin lui avoue qu’elle sait pour sa liaison passée à Los Angeles. Puis, Emma raconte la vérité sur cette liaison concernant leur père à Laurel et elles partent avec leur mère.
Ethan montrent à Dan et Theresa la photo d’Alec tenant l’arme du crime, mais ils lui disent qu’ils ne peuvent pas l’utiliser comme preuve car elle a été obtenue illégalement. Dan et Theresa ont besoin d’avoir l’arme du crime afin de prouver la culpabilité d’Alec et d’avoir un mandat de perquisition. Pendant ce temps, Emma va voir Ethan et le remercie de son aide mais lui dit que c’est fini entre eux.
Le jour du mariage, après qu’Alec parte de chez lui, Thayer aide Dan et la police à chercher dans la maison l’arme du crime. Ils retrouvent le démonte-pneus dans son sac de golf.
Au mariage, Emma essaye de confronter Rebecca devant la photo d’Alec, mais Rebecca lui assure qu’elle est retouchée. Thayer arrive juste à temps pour le mariage, et la cérémonie commence. Alec embrasse la mariée, et soudainement, la police arrive et l’arrête pour le neutre de Derek.